# Graham Seers
Graham Seers (nascido em 2 de setembro de 1958) é um ex-ciclista australiano que competiu nos Jogos Olímpicos de Verão de 1980, representando a Austrália.